# Franco D’Andrea
Francesco „Franco“ D’Andrea (* 8. März 1941 in Meran) ist ein italienischer Pianist und Komponist des Modern Jazz.

Franco D’Andrea

## Leben
D’Andrea ist Autodidakt und fing an Klavier zu spielen, nachdem er sich vorher an Trompete, Klarinette, Kontrabass und Saxophon versucht hatte. Seine ersten professionellen Jobs als Musiker hatte er 1963 beim italienischen Jazzpionier Nunzio Rotondo beim staatlichen Rundfunk der Rai Radiotelevisione Italiana in Rom. 1964/65 gehörte er der Band von Gato Barbieri an. Er war Mitbegründer des avantgardistischen Modern Art Trio, mit dem er von 1968 bis 1972 spielte. Die Einspielung dieser Gruppe 1970 mit Bruno Tommaso und Franco Tonani zeigte das Experimentieren mit der seriellen Musik im Stile des frühen Art Ensemble of Chicago. Der Musikhistoriker Luca Bragalini schreibt 2007: Diese Platte bleibe „bis heute ein unübertroffenes Hauptwerk der Improvisation mit seriellen Zellen“. Die nächsten fünf Jahre tourte er mit der erfolgreichen und besten italienischen Jazzrock-Formation Perigeo durch Europa und die Welt, arbeitete außerdem mit Mario Schiano (Original Sins) und der Formation Saxes Machines. Parallel dazu war er 1972 in der Band von Gato Barbieri an der Einspielung des Film-Soundtracks The Last Tango in Paris von Bernardo Bertolucci beteiligt.
1978 bildete er sein eigenes Trio und trat in den darauffolgenden Jahren zunehmend auch als Solopianist hervor. Dialogues with super-ego/Es heißt 1980 das erste von insgesamt zwei Dutzend Soloalben, die entstehen. In den 1980er Jahren wandte er sich eher konservativen Postbop-Formen zu, spielte in der Band von Aldo Romano, wie auf dessen ECM-Album Opening Night von 1981. Damit er die polyrhythmischen Wurzeln des Jazz mit einheimischen Musikern studieren konnte, verbrachte er 1983 mehrere Monate in Zentralafrika. Auf seinen auf dem Label Splasc(h) erschienenen Alben spielte er mit Begleitmusikern wie Hein van de Geyn, Aldo Romano sowie Enrico Rava, Miroslav Vitouš und Daniel Humair (Earthcake 1991).
Daneben nahm D’Andrea mit Musikern wie Lee Konitz, Phil Woods und Dave Liebman Duo-Alben auf. Mit einem Quintett um Steve Lacy begleitete er die Sängerin Tiziana Ghigliani. Außerdem arbeitete er mit Ernst Reijseger, Slide Hampton, Max Roach, Conte Candoli, Frank Rosolino, Pepper Adams, Johnny Griffin, Jean-Luc Ponty sowie vielen italienischen Musikern zusammen.
Mit seiner Stammformation seit den neunziger Jahren, dem Franco D'Andrea Quartet (Andrea Ayassot Saxophon, Aldo Mella Kontrabass, Zeno De Rossi Drums), präsentiert er ab 2005 zunehmend nahtlos ineinander übergehende Konzertabende, die ohne Programmabsprache quer durch das umfangreiche Repertoire von Originalkompositionen führen, aber auch Standards beinhalten. Der italienische Jazzkritiker Vincenzo Roggero schreibt beispielsweise über das Album „Sorapis“ (2011): „Die Suche, das Experimentieren machen die Kompositionen zu etwas sich ständig Verwandelndem, einen offenen Raum, wo zwar solide, klar erkennbare Strukturen vorhanden sind, innerhalb derer sich die vier Musiker jedoch neugierig und unvorhersehbar bewegen“. Gastmusiker wie Dave Douglas oder Han Bennink ergänzen auf Tourneen 2011–12 die Besetzung seiner Band. Andreas Pichler drehte 2006 den Dokumentarfilm Franco D’Andrea – Jazz Pianist über sein Leben und Werk.
Seit 2025 arbeitet der Pianist im Duo mit dem bekannten DJ Rocca zusammen und hat mit ihm auch Aufnahmen publiziert. Zu seinem 80. Geburtstag 2021 ist er im Quartet mit den US-Amerikanern Dave Douglas, Dan Weiss und der italienischen Bassistin Federica Michisanti auf Europatournee.

## Werk
Nach Ansicht von Richard Cook und Brian Morton zählt die mit Roberto Gatto und Giovanni Tommaso entstandene Produktion Airegin zu D’Andreas besten Alben, mit Interpretationen aus dem Jazzrepertoire wie Epistrophy, Doxy oder Bill Evans’ Blue in Green, Tommasos Komposition My Dear One sowie D’Andreas Things Called. 1989 entstand in Triobesetzung Chromatic Phrygian, 1996 das Soloalbum 3 Lines, das die Idee von Bill Evans auf dessen Conversations with Myself aufgreift, sich selbst auf mehreren Tonspuren zu begleiten. 2001 nahm er gleich acht Piano-Soloalben für Philology auf. Insgesamt hat er weit über 200 Langspielplatten und CDs eingespielt.
D’Andrea gilt als Senior unter den italienischen Post-Bop-Musikern. Wie die Jazzpublizisten Arrigo Polillo und Gian Carlo Roncaglia festhielten, war es vor allem Franco D'Andrea, der in Italien in den 1960er-, 1970er- und 1980er-Jahren, gemeinsam mit Enrico Rava, am meisten Zuspruch bei der Jazzkritik fand. Zu D'Andreas Vorbildern zählen so unterschiedliche Musiker wie James P. Johnson, Monk und Tristano; weitere Anregungen kommen aus dem Werk von Mingus, Miles Davis und Coltrane. Sein Werk zählt zu den „einzigartigsten des europäischen Jazz“, schreibt der bekannte italienische Musikwissenschaftler Stefano Zenni.
D’Andrea komponierte viele Titel. Im Auftrag des Theaters in Cagliari arbeitete er mit den zeitgenössischen Komponisten Luca Francesconi und dem afrikanischen Perkussionisten Fode Voula zusammen. D’Andrea ist stilistisch einer der vielseitigsten europäischen Pianisten und beherrscht einen Großteil der Jazzidiome in hoher Perfektion. Der Rough Guide Jazz schreibt diesbezüglich, D'Andrea habe sich „zu einem virtuosen Musiker mit einer quecksilbrigen Technik und einer unverkrampften Haltung gegenüber Stilen und Epochen – vom Stride Piano zum Bebop, vom Jazz-Rock (Fusion) zur totalen Abstraktion“ entwickelt.
D'Andrea ist seit Jahrzehnten didaktisch tätig und hält auch international Meister- oder Improvisationsklassen (Thelma Yellin High School of Arts/Tel Aviv, Association pour l'encouragement de la musique improvisée/Genf). Ende der 1970er-Jahre war er Mitinitiator der Jazzakademie Siena, wo er bis heute bei den Sommerkursen unterrichtet. Außerdem unterrichtete er ab 1986 zehn Jahre am „Centro di professione musica“ von Mailand. Ab 1993 hatte er 13 Jahre lang am Konservatorium „F.A.Bonporti“ Trient den Jazzlehrstuhl inne. Seit 2002 baute er außerdem gemeinsam mit Ewald Kontschieder die mitteleuropäische Jazzakademie Meran auf, die einen Austausch zwischen europäischem Nord und Süd pflegt.

## Auszeichnungen
Neben verschiedenen Ehrungen und Preisen gewann er seit 1982 wiederholt in Italien den Preis für die beste Einspielung des Jahres (zuletzt 2012 für „Traditions and Clusters“ und 2018 für „Intervals I“) oder den Titel eines Jazzmusikers des Jahres (2008, 2013, 2014, 2015, 2016, 2018) sowie der Jazzgruppe des Jahres (F. D'Andrea Sextet 2014), vergeben von Jazzkritikern und der wichtigsten italienischen Fachzeitschrift Musica Jazz. Die französische Academie du Jazz in Paris würdigte im Januar 2011 D'Andreas Lebenswerk mit dem Prix du Musicien Européen. 2011 erhält er außerdem den Ehrenpreis des Italian Jazz Awards „Luca Flores“. In Italien ist ihm Anfang 2021 von Musica Jazz und einer Jury aus Experten der „Premio alla carriera“ (Auszeichnung für das Lebenswerk) verliehen worden.
2016 erhielt er die Ehrenbürgerschaft der Stadt Meran.

## Diskographische Hinweise
- Modern Art Trio (Dejavu 2008, Neuauflage der Vedette-LP von 1970)
- Dialogues with super-ego/Es Solo (Red Records, 1980)
- No Idea of Time (Red, 1983) mit Mark Helias, Barry Altschul
- Chromatic Phrygian (yvp music, 1989)
- Airegin (Red, 1991)
- Inside Cole Porter (Red, 1996) mit Lee Konitz
- Jobim (Philology, 1997)
- Angel Eyes (Philology, 1999) mit Larry Smith
- Eleven (Via Veneto Jazz 2000) mit Steven Bernstein
- Solo 5 – Duke (Philology, 2001) solo
- Magicians at Work (Philology, 2002)
- I Love You So Much It Hurts (Winter & Winter, 2002) mit Ernst Reijseger
- Plays Monk – Live At Metastasio Jazz (Philology, 2003)
- Creole Rhapsody: D. Ellington (3 CD, Philology, 2005)
- The Siena Concert (Blue Note 2008)
- Sorapis (El Gallo Rojo, 2011)
- Traditions and Clusters (El Gallo Rojo, 2012)
- Today Soloalbum (El Gallo Rojo, 2013)
- Monk and The Time Machine (El Gallo Rojo, 2014)
- Intervals I (Parco della Musica Records, 2018) mit dem Franco D'Andrea Octet
- New Things (Parco della Musica Records, 2020) mit dem Franco D'Andrea Trio
- Franco D’Andrea meets Dj Rocca(Parco della Musica Records, 2022) mit Franco D’Andrea und Dj Rocca
- Sketches of the 20th Century (Parco della Musica Records, 2023) mit dem Parco della musica contemporanea Ensemble
- Something Bluesy and More (Parco della Musica Records, 2024) mit Roberto Gatto und Gabriele Evangelisti

## Publikationen
- 26 compositions, Crepuscule, Milano 1982
- Enciclopedia comparata delle scale e degli accordi (mit Attilio Zanchi), Didaktische Reihe des Centro Professione Musica, Carisch, Milano, 1992
- Dall'Africa allo swing – la poliritmia nel linguaggio Jazz, Didaktisches Video, Carisch, Milano, 1996
- Aree intervallari (mit Luigi Ranghino), Volontè & Co, 2011

## Lexikalische Einträge
- Leonard Feather, Ira Gitler: The Encyclopedia of Jazz in the 70s, New York, Da Capo Press 1970, ISBN 0-306-80290-2
- Martin Kunzler: Jazz Lexikon. Rowohlt, Reinbek bei Hamburg 2002 / Directmedia Publ., Berlin 2005, ISBN 3-89853-018-3
- Ian Carr, Digby Fairweather, Brian Priestley: Rough Guide Jazz. Der ultimative Führer zum Jazz. 1800 Bands und Künstler von den Anfängen bis heute. 2., erweiterte und aktualisierte Auflage. Metzler, Stuttgart/Weimar 2004, ISBN 3-476-01892-X.
- Richard Cook, Brian Morton: The Penguin Guide to Jazz on CD. 6. Auflage. Penguin, London 2002, ISBN 0-14-051521-6.